# Automobile Home
Automobile Home war ein französischer Hersteller von Automobilen.

## Unternehmensgeschichte
Henri Falconnet gründete das Unternehmen in Paris. Die Eintragung erfolgte am 22. Juni 1907. Er stellte Automobilzubehör und komplette Automobile her. Der Markenname lautete Home. Im gleichen Jahr endete die Produktion.

## Fahrzeuge
Es entstanden nur einige Fahrzeuge.